# Fulvia Flacca Bambula
Fulvia Flacca Bambula (ca. 83 v. Chr. - 40 v. Chr.), meestal aangeduid als Fulvia, was een aristocratische vrouw ten tijde van de late Romeinse Republiek. Ze was getrouwd met zeer invloedrijke Romeinen: Publius Clodius Pulcher, Gaius Scribonius Curio en Marcus Antonius.

## Biografie
Fulvia werd geboren in de zeer invloedrijke Gens Fulvia. Fulvia was het enige kind van Marcus Fulvius Bambalio en diens vrouw Sempronia.

### Huwelijk met Publius Clodius Pulcher
In 62 v. Chr. trouwde Fulvia met Publius Clodius Pulcher. Zij kregen samen twee kinderen waaronder Clodia Pulchra, die met de latere keizer Augustus zou trouwen. Fulvia was met Clodius een hecht koppel, ondanks dat Clodius zich al snel niet populair maakte in Rome na de affaire van Bona Dea. Toen Clodius in 52 v. Chr. tot praetor werd benoemd kreeg hij al snel ruzie met Titus Annius Milo, wat resulteerde in de moord op Clodius later dat jaar.

### Huwelijk met Gaius Scribonius Curio
Lang bleef Fulvia niet zonder man. Na een klein jaartje trouwde ze met Gaius Scribonius Curio. Net zoals Clodius, was ook Curio een belangrijke man binnen de populares. Gedurende de burgeroorlog tussen Julius Caesar en Pompeius Magnus streed Curio voor Caesar eerst in Sicilië en daarna in Afrika tegen Marco Porcius Cato. Hij sneuvelde in de strijd tegen koning Juba I, die een bondgenoot van Cato was.

### Huwelijk met Marcus Antonius

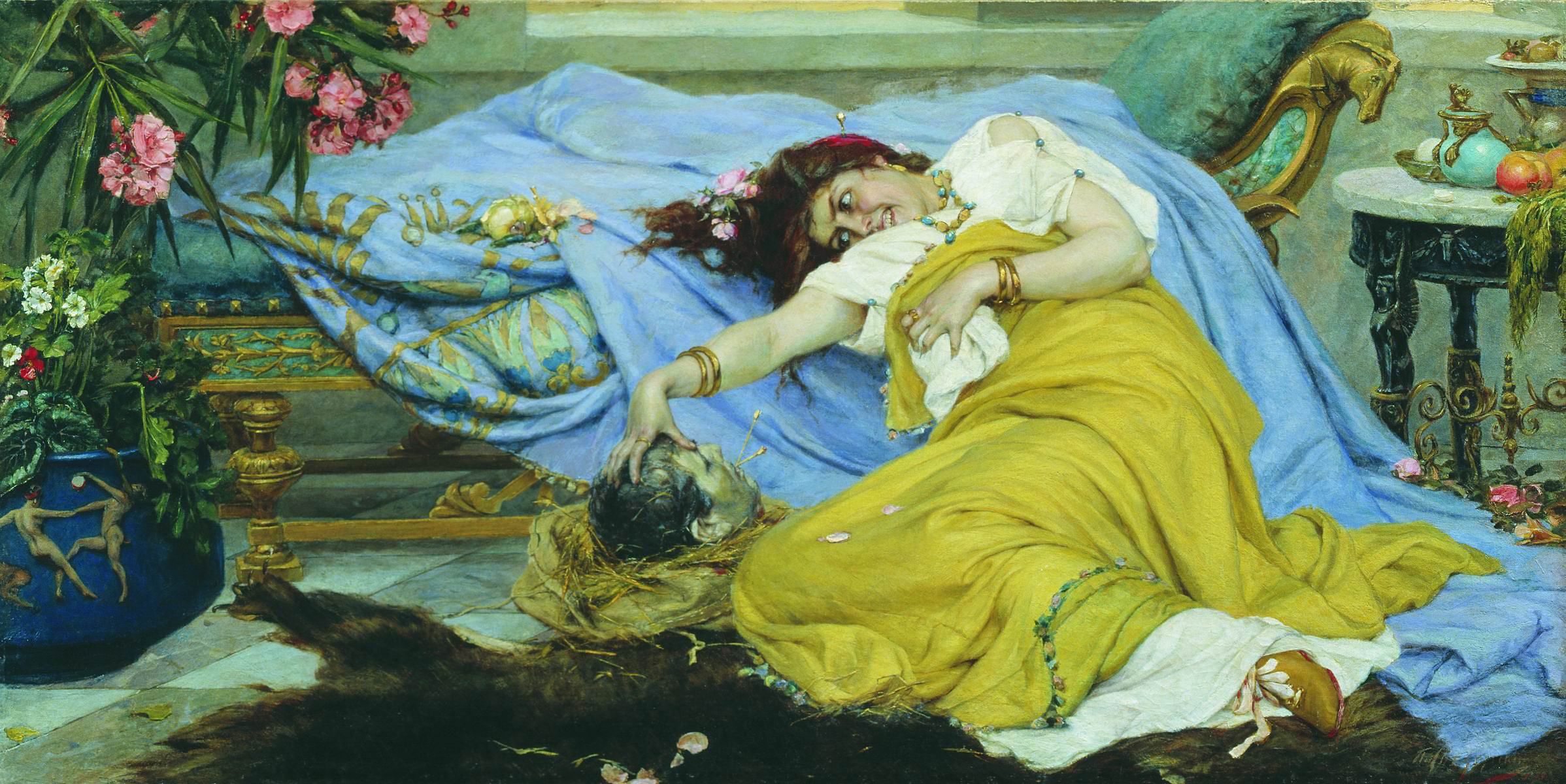
Fulvia met het hoofd van Cicero, geschilderd door Pavel Svedomsky

Na Curio's dood in Afrika, was Fulvia nog steeds een erg belangrijke vrouw in Rome. In 47 v. Chr. trouwde Fulvia voor de derde en de laatste keer, nu met Marcus Antonius. Volgens Marcus Tullius Cicero had het koppel al tien jaar een relatie, maar was het tot dan toe nog niet tot een huwelijk gekomen. Zij kregen samen ook twee kinderen. Na de dood van Julius Caesar werd Antonius een van de machtigste mannen in Rome. Met de groeiende macht van Antonius werd ook Fulvia steeds machtiger. Deze macht groeide nog verder uit met het Tweede triumviraat. Ze heeft haar man ook aangemoedigd om Marcus Tullius Cicero te doden, een gezworen vijand van haar sinds ze een relatie met Clodius had.
In 42 v. Chr. vertrokken Antonius en Octavianus om de moordenaars van Caesar op te sporen, ze lieten Fulvia achter als de machtigste vrouw van Rome. In feite beheerste ze samen met haar schoonbroer Lucius Antonius de Romeinse politiek. Bij de terugkeer van Octavianus kreeg ze ruzie met hem, na zijn scheiding met haar dochter. Fulvia zag haar man als toekomstig dictator en wilde hem een hand toesteken door alvast af te rekenen met Octavianus. Ze reisde van plaats naar plaats om de Romeinse legionairs aan haar te binden. Uiteindelijk kreeg ze samen met Lucius Antonius acht legioenen op de been. Ze brachten hun troepen samen in de plaats Perugia. Al snel marcheerde Octavianus met zijn troepen naar de stad toe en begon hem te belegeren. Uiteindelijk nam hij de stad in na een uithongering. Lucius Antonius werd naar Spanje gestuurd en Fulvia werd verbannen naar Sicyon, waar ze een jaar later stierf.